# کوزلو بجاق
کوزلو بجاق (به لاتین: Kozlubudzhak) یک منطقه مسکونی در جمهوری آذربایجان است که در شهرستان اغوز واقع شده است.